# Bernat d'Averçó
Bernat d'Averçó (segle xiii - XIV) fou notari de Barcelona, fou un alt funcionari de la Cancelleria Reial durant el regnat de Jaume el Just. En certs documents s'escriu el seu cognom d'Aversó.
Fill de Ponç d'Averçó i escrivà de la Cancelleria Reial, el 1293 va ser nomenat veguer de Barcelona i el 1299 fou nomenat sotsbatlle de la mateixa ciutat, succeint Ponç d'Averçó, el seu pare, que ho havia estat l'any anterior. El 1301 fou designat guarda-segells del monarca, i fou un personatge de gran influència en la cancelleria, on es va dedicar a la política internacional, intervenint, sobretot, en la conquesta aragonesa de Sardenya, i peça important en la custodia dels béns capturats als templers l'any 1308.